# Specs of Pictures Burnt Beyond
Specs of Pictures Burnt Beyond is het vierde album van Zero Hour, uitgebracht in 2006 door Sensory.

## Track listing
1. Face the Fear – 9:00
2. The Falcon's Cry – 8:00
3. Embrace – 2:24
4. Specs of Pictures Burnt Beyond – 7:36
5. Zero Hour – 2:28
6. I Am Here – 4:58
7. Evidence of the Unseen – 8:44

## Band
- Chris Salinas - Zanger
- Jasun Tipton - Gitarist
- Troy Tipton - Bassist
- Mike Guy - Drummer